# Nancy Nugent Title
Nancy Nugent Title, auch Nancy Kyong Nugent ist eine US-amerikanische Toningenieurin.

## Karriere
Nugent Title begann ihre Filmkarriere 1999 mit dem Filmdrama The Big Kahuna – Ein dicker Fisch. Insgesamt arbeitete sie an über 120 Filmproduktionen, wobei sie stets den Schnitt der Dialoge übernimmt. Bereits 2002 und 2004 wurde sie mit einem Emmy für die Dokumentarfilme Dinosaurier erobern die Welt und Die letzten Jahre der Dinosaurier ausgezeichnet. Auch den Golden Reel Award der Branchengilde Motion Picture Sound Editors konnte sie mehrfach gewinnen. Zuletzt arbeitete sie 2024 an Wicked von Regisseur Jon M. Chu. Dafür wurde sie bei der Oscarverleihung 2025 zusammen mit Simon Hayes, Jack Dolman, Andy Nelson und John Marquis in der Kategorie Bester Ton nominiert. In einem Interview sagte sie, dass die größte Schwierigkeit darin bestanden habe, die Dialog- mit den Gesangsszenen harmonisch zu verbinden.

## Filmografie (Auswahl)
- 1999: The Big Kahuna – Ein dicker Fisch
- 2001: Jackie Bouvier Kennedy Onassis
- 2001: Dinosaurier erobern die Welt
- 2002: Papal Cab (Kurzfilm)
- 2003: Before We Ruled the Earth
- 2003: Die letzten Jahre der Dinosaurier
- 2003: Im Dutzend billiger
- 2004: MacGillivray Freeman’s Top Speed
- 2005: Gilmore Girls (Fernsehserie, 6 Folgen)
- 2005: Voll verarscht – Dabei sein ist alles
- 2005: Life of the Party
- 2006: Der rosarote Panther
- 2006: Little Miss Sunshine
- 2006: Borat – Kulturelle Lernung von Amerika, um Benefiz für glorreiche Nation von Kasachstan zu machen
- 2007: Enttarnt – Verrat auf höchster Ebene
- 2007: Nach 7 Tagen – Ausgeflittert
- 2008: Spritztour
- 2008: Vorbilder?!
- 2009: Hannah Montana – Der Film
- 2009: Grand Canyon Adventure: River at Risk
- 2009: Inglourious Basterds
- 2010: Zu scharf um wahr zu sein
- 2010: Gregs Tagebuch – Von Idioten umzingelt!
- 2011: Alles erlaubt – Eine Woche ohne Regeln
- 2012: Das gibt Ärger
- 2013: Movie 43
- 2013: Beautiful Creatures – Eine unsterbliche Liebe
- 2013: Percy Jackson – Im Bann des Zyklopen
- 2014: Godzilla
- 2014: Kill the Boss 2
- 2015: Terminator: Genisys
- 2015: Gänsehaut
- 2016: Teenage Mutant Ninja Turtles: Out of the Shadows
- 2016: Die Unfassbaren 2 – Now You See Me
- 2016: Live by Night
- 2017: Gregs Tagebuch – Böse Falle!
- 2018: Crazy Rich
- 2018: Meg
- 2019: Pokémon Meisterdetektiv Pikachu
- 2019: Godzilla II: King of the Monsters
- 2019: Es Kapitel 2
- 2020: A Quiet Place 2
- 2021: Barb and Star Go to Vista Del Mar
- 2021: The Tomorrow War
- 2021: The Tender Bar
- 2022: Hollywood Stargirl
- 2023: Renfield
- 2023: The Flash
- 2023: Doggy Style
- 2024: Wicked

## Auszeichnungen (Auswahl)
- 2001: Golden-Reel-Award-Nominierung in der Kategorie Bester Tonschnitt für Jackie Bouvier Kennedy Onassis
- 2002: Primetime Emmy in der Kategorie Bester Tonschnitt für Dinosaurier erobern die Welt
- 2003: Primetime-Emmy-Nominierung in der Kategorie Bester Tonschnitt für Before We Ruled the Earth
- 2004: Primetime Emmy in der Kategorie Bester Tonschnitt für Die letzten Jahre der Dinosaurier
- 2004: Golden Reel Award in der Kategorie Bester Tonschnitt für MacGillivray Freeman’s Top Speed
- 2009: Golden Reel Award in der Kategorie Bester Tonschnitt für Grand Canyon Adventure: River at Risk
- 2010: Golden Reel Award in der Kategorie Bester Tonschnitt für Inglourious Basterds
- 2019: HPA Award in der Kategorie Bester Ton in einem Spielfilm für Godzilla II: King of the Monsters
- 2025: Gold Derby Awards in der Kategorie Bester Ton für Wicked
- 2025: Golden Reel Award in der Kategorie Bester Tonschnitt für Wicked
- 2025: Satellite Award in der Kategorie Bester Tonschnitt für Wicked
- 2025: BAFTA-Nominierung in der Kategorie Bester Ton für Wicked
- 2025: Oscar-Nominierung in der Kategorie Bester Ton für Wicked